# Stade municipal Antonio-Fernandes
Le stade municipal Antonio Fernandes (en portugais : Estádio Municipal Antonio Fernandes) est un stade de football situé à Guarujá, dans l'État de São Paulo, au Brésil. Sa capacité est de 8 000 places.

## Histoire
Le stade, la propriété de la ville de Guarujá, accueille les matchs de l'Associação Desportiva Guarujá. Cette enceinte est notamment l'un des sites de la Copa Libertadores féminine 2009.